# Waldemar Prusik
Waldemar Krzysztof Prusik (ur. 27 lipca 1961 we Wrocławiu) – polski piłkarz, reprezentant kraju.

## Życiorys
Debiutował w Reprezentacji Polski 7 września 1983 w meczu rozegranym w Krakowie z Reprezentacją Rumunii (2:2). W kadrze prowadzonej przez Wojciecha Łazarka wielokrotnie był kapitanem zespołu.
W 1987 zdobył Puchar Polski ze Śląskiem Wrocław.